# یکپارچگی زیست‌شناختی
یکپارچگی زیست‌شناختی (به انگلیسی: Biological integrity) با میزان «بکر» بودن یک محیط و عملکرد آن نسبت به وضعیت بالقوه یا اصلی یک اکوسیستم پیش از اعمال تغییرات انسانی مرتبط است. یکپارچگی زیست‌شناختی بر این فرض بنا شده‌است که کاهش ارزش عملکردهای یک اکوسیستم در درجه اول ناشی از فعالیت یا تغییرات انسانی است. هر چه یک محیط و فرآیندهای اصلی آن بیشتر تغییر کند، یکپارچگی زیست‌شناختی آن برای کل جامعه کمتر است. اگر این فرایندها در طول زمان به‌طور طبیعی و بدون تأثیر انسان تغییر کنند، یکپارچگی اکوسیستم دست‌نخورده باقی می‌ماند. یکپارچگی اکوسیستم به شدت به فرآیندهایی که در آن رخ می‌دهد متکی است، زیرا این فرایندها تعیین می‌کنند که چه جاندارانی و پیچیدگی‌های فعل و انفعالات آنها می‌توانند در یک منطقه زندگی کنند. بیشتر کاربردهای مفهوم یکپارچگی زیست‌شناختی به محیط‌های آبی پرداخته‌اند، اما تلاش‌هایی برای اعمال این مفهوم در محیط‌های زمینی صورت گرفته‌است. تعیین وضعیت بکر اکوسیستم در تئوری به صورت علمی مشتق شده‌است، اما تصمیم‌گیری در مورد اینکه کدام یک از بسیاری از حالت‌ها یا شرایط ممکن یک اکوسیستم هدف مناسب یا مطلوب است، یک تصمیم سیاسی یا سیاستی است و معمولاً کانون سیاست‌ها و اختلاف نظرهای سیاسی است. سلامت اکوسیستم یک مفهوم مرتبط است اما با یکپارچگی زیست‌شناختی تفاوت دارد زیرا «شرایط بهینه» اکوسیستم یا محیط به صراحت بر ارزش‌ها یا اولویت‌های جامعه استوار است.